# Mosche Altschuler
Mosche Altschuler (russisch Мойше Альтшулер / Transliteration: Moische Altschuler; wiss. Transliteration Mojše Al'tšuler; geboren 1887 in Bobr (Бобр), Belarus, Russisches Kaiserreich; gestorben 1969 in der Sowjetunion) war ein sowjetischer Journalist, Linguist, Schriftsteller und Übersetzer. Er schrieb auf Jiddisch und Russisch. Er war Mitglied des Herausgeberkollegiums des Schwarzbuchs über den Holocaust und die Verbrechen der Wehrmacht in der Sowjetunion.

## Leben
Sein Vater war Rabbiner. Mosche Altschuler war seit 1919 Mitglied der Kommunistischen Partei Russlands. Er war einer der Professoren der Kommunistischen Universität der nationalen Minderheiten des Westens (KUNMS) in Moskau, wo von 1921 bis zum Ende des Jahres 1930 das Personal aus der Sowjetunion und aus kommunistischen Parteien einer Reihe anderer Länder schulte.
Er gilt als die bekannte Figur der Jewsekzija, d. h. der jüdischen Sektion der kommunistischen Partei. In den Jahren 1931–1935 war er Chefredakteur der jiddischen Zeitschrift Der Apikoires („Der Epikuräer“, d. h. Gottlose) und Junge Garde („Die Junge Garde“). Er war Mitglied der Redaktionsleitung von Der Emes. Im Jahr 1931 gehörte er zur Redaktion  der Tribune. Er war eine aktive Figur in der antireligiösen Propaganda. Zu diesem Thema veröffentlichte er mehrere Bücher, inklusive ein spezielles jiddischsprachiges Antireligiöses Lehrbuch (Antireligyezer lernbukh), zu dem Semjon Dimantstein das Vorwort schrieb.

## Schriften
(Vgl. die Literaturangaben in: Anna Shternshis: Soviet and Kosher: Jewish Popular Culture in the Soviet Union, 1923-1939
(Online-Teilansicht)).
- Gekasherte neshomes (vegn kheyder) (Gekoscherte Seelen) (Central Committee of the Communist Youth Association in Ukraine, Charkiw 1922)
- Hagode far gloyber un apikorsim (Haggada für Gläubige und Apostaten) (Moskau 1927)
- Antireligyezer lernbukh (antireligiöses Lehrbuch) (Tsentraler felker-farlag fun F.S.S.R., Moskau 1929)
- Vi azoy darf men firn antireligyeze propaganda (Wie man anti-religiöse Propaganda durchführt) (Tsentr Publ., Moskau 1929)
- Komsomolishe hagode (Kommunistische-Jugend-Haggada) (Charkiw 1930?)
- Shabes, yomtev un roshkhoydesh (Sabbat, Festtag und Monatsanfang) (Emes, Moskau 1947)